# Plebicula anticoglomerata
Plebicula anticoglomerata är en fjärilsart som beskrevs av Cabeau 1931. Plebicula anticoglomerata ingår i släktet Plebicula och familjen juvelvingar. Inga underarter finns listade i Catalogue of Life.